# بلوز سال نو
بلوز سال نو (انگلیسی: New Year Blues) یک فیلم کمدی رمانتیک محصول سال ۲۰۲۱ کره جنوبی با بازی است. در این فیلم کیم کانگ وو، یو این نا، یو یون سوک، لی یون هی، لی دونگ هی، چن دولینگ، یوم هه ران، سویونگ و ته‌او یو ایفلی نقش کردند. این فیلم در ۱۰ فوریه ۲۰۲۱ در کره جنوبی منتشر شد.

## بازیگران
- کیم کانگ وو در نقش کانگ جی هو
- یو این نا در نقش هیو یونگ
- یو یون سوک در نقش جه هون
- لی یون هی در نقش جین آه
- لی دونگ هی در نقش یونگ چان
- چن دولینگ در نقش یائو لین
- یوم هه ران در نقش یونگ می
- سویونگ در نقش اوه وول
- یه سو جونگ در نقش اوه هه شیم
- ته‌او یو در نقش ره هوان
- لی جی ها در نقش منیجر جین آه